# Runding
Runding är en kommun och ort i Landkreis Cham i Regierungsbezirk Oberpfalz i förbundslandet Bayern i Tyskland.
De tidigare kommunerna Niederrunding und Raindorf uppgick 1 januari 1972 i Runding.